# إسراء الأصيل
إسراء الاصيل (17 تشرين الثاني نوفمبر 1995 -)، مغنية عراقية، ولدت في العاصمة الأردنية عمان والدها المغني علي الأصيل الذي يعود أصله إلى محافظة بابل مدينة الحلة بينما والدتها أردنية من أصل فلسطيني.

## حياتها
بدأت مسيرتها الفنية في عام 2011 عندما كان عمرها 15 عام على قناة أغانينا في الاردن حيث كانت أغنيتها بعنوان “عليك ادعي” ومن خلال هذه الأغنية أحبوها الجمهور ووصلت من خلالها إلى ساحة الفنية الغنائية، وشاركت في الكثير من المهرجانات والحفلات في العراق والوطن العربي والآن هي تقيم في الأردن ولا زالت غير متزوجة.

## مسيرتها الفنية

### 2011 - 2015
بدأت مشوارها الفني عام 2011 خلال قناة أغانينا في أول أغنية مصورة لها «عليك أدعي» والتي كانت نقطة انطلاق مهمة في مسيرتها وهي من إخراج خالد وليد ومن كلمات حازم جابر وألحان قيس هشام وتوزيع نور هاشم.
وفي العام ذاته قامت بتصوير إعلان لشركة تقارب بعنوان «ما أصدق» بعد من كلمات حامد الغرباوي وألحان أحمد حداد وتوزيع رائد الهندي وإخراج لؤي صادق.
وفي أيلول سبتمبر 2012 ظهرت بأغنية مصورة جديدة للمخرج لؤي صادق وهي أغنية «أبو البنات» من كلمات فراس الشذر وأيضا ألحان الفنان قيس هشام وتوزيع ميثم علاء الدين، وفي العام نفسه اشتركت في «أوبريت على صوتك» وهو عمل وطني عراقي للمخرج حسين الأسدي، اشترك فيه عدة فنانين عراقيين منهم قاسم السلطان، قيس هشام، مؤيد الأصيل وغيرهم، العمل من كلمات حازم جابر، وألحان قيس هشام، وتوزيع ميثم علاء الدين.
وقدمت في عام 2013 أغنية «الحب كلو» للمخرج لؤي صادق من كلمات الشاعر حامد الغرباوي وألحان محمد هشام وتوزيع زيد دهراب. وفي العام نفسه عمل مصور للمخرج لؤي صادق وهي أغنية «شفت حظي» من كلمات قصي عيسى وألحان علي بدر وتوزيع نور هاشم. وفي العام نفسه طرحت عمل جديد لها أغنية «إذا ناوي» من كلمات حازم جابر وألحان أيسر القاسم وتوزيع رائد الهندي وتم بثها بطريقة المونتاج، انضمت في عام 2015 لقناة الحنين الفضائية، وأنتجت لها ألبوم يضم 11 أغنية، وتم تصوير أغنيتين منه فيديو كليب، من إخراج المخرج الكبير سوران علي شريف، وطرحت أغنية عايش اللحظة.

### 2016 - 2018
في عام 2016 أصدرت أغنية أدري، وعام 2017 طرحت أغنية زايد ناقص عندي، بالإضافة لأغنية «متصير إلك كل جارة» و«أبي اشوف» بمشاركة المغني سيف نبيل.
في عام 2018 أصدرت إسراء أغنية «عروسة» التي تخطت حاجز الـ10 ملايين مشاهدة على يوتيوب في أقل من شهر وتخطت حاجز المئة مليون مشاهدة، وذلك بسبب الجدل الذي أثير حول الفيديو كليب.
ورغم أن الأغنية مستوحاة من أغنية «ما يهمك» للفنانة اللبنانية يارا، إلا أن الكليب أحدث ضجة بتصويره وقصته فهو يصور حياة عاملة بسيطة أحبت زميلاً لها في معمل تصنيع معجون الطماطم، وتضمن الكليب رسالة عن قدرة النساء في تغيير الأعراف والتقاليد، حيث تقوم بطلة الكليب بإرسال شيوخ قبيلتها للتقدم بطلب يد زميلها، وهو ما أحدث ضجة كبيرة في العراق والعالم العربي على اعتبار بأنه يغيّر المفاهيم وصورة المجتمع، ويشجع على التحرر.
أثار الكليب ضجة كبيرة وجدلاً واسعاً على مواقع التواصل الاجتماعي، وانقسمت التعليقات بين من رفض الأمر واعتبره يشجع على الانحلال ويفسد في المجتمع، ومن رأى بأنها فسحة بسيطة للفتيات للخروج من المجتمع الذكوري المفروض عليهن.
على جانب آخر، وخاصة بعد نجاح كليب “عروسة” انضمت الفنانة الشابة “إسراء الأصيل” إلى منصة الإنجازات، بعدما باتت الأغنية العراقية تتصدّر المشهد العربي، سواء بانتشارها الجماهيري، أو ملايين المشاهدات عبر موقع يوتيوب للفيديوهات العالمي.
وتستعد الفنانة إسراء الأصيل للعمل على أغنية جديدة، من ألحان نصرت البدر، وإخراج رأفت البدر.

## أعمالها

### الأغاني المنفردة
- 2011:
  - عليك أدعي.
  - ما أصدق بعد.
- 2012: أبو البنات.
- 2013: الحب كلو.
- 2014:
  - شفت حظي.
  - إذا ناوي.
- 2015: عايش اللحظة.
- 2016: أدري.
- 2017:
  - زايد ناقص عندي.
  - متصير إلك جارة.
  - أبي اشوف (بمشاركة سيف نبيل).
- 2018:
  - يا حظي (بمشاركة نور الزين وعلي بدر).
  - من صغري أحبك.
  - هذا الغالي.
  - عروسة.
  - جنة يا وطنة.
  - ولا غلطة.
- 2019:
  - نظر عيني (بمشاركة نور الزين).
  - وردة حمرا
  - الأول.
  - أهز أيدي.
  - إلا نفترق
- 2020:
  - مسيطر
- 2021 :
  - نقطة ضعف.

### الأوبريتات
- 2012:  العراق - أوبريت بعنوان «علي صوتك».